# Легко и даже изящно
«Легко́ и да́же изя́щно» — дебютный студийный альбом российской певицы Юты, выпущенный компанией «J.R.C.» 7 июня 2001 года. Первый альбом группы зачастую относят к рок или гранж направлению в музыке. Вокалистку по потенциалу сравнивали с Земфирой при этом отмечая её самобытность. За Ютой сразу же закрепился образ панк-гранж-девочки, играющей экстремальную музыку. Её называют «пионеркой» данного направления в России. Критики отмечают сильный голос певицы. Наряду с красивым звучанием заглавной композиции «Мел» выделяется некоторая помпезность и рок-н-рольный драйв. Композиция «От большого ума» является кавер-версией на песню Янки Дягилевой.

## Видеоклипы
Первым клипом группы стало видео на композицию «Мальчик, ты чей?». По сюжету Юта — сумасшедшая вампирша, которая находит в болоте куклу-мужчину, ухаживает за ней и забирает домой. Видеоряд перекрещивается с кадрами выступления группы на концерте. В конце видео певица привязывает игрушку к стулу и поджигает дом. Съёмки клипа проходили в Дубне. Режиссёром видео стал Денис Ларионов. Видеоклип на песню «Авария» — это история про девушку, которая умирает от передозировки, снятая Андреем Россом. Режиссёрами клипа на композицию «Мел» стали Константин Арефьев и Пётр Песков. По сценарию Юта с музыкантами должна была разрисовать макет танка цветами в стиле хиппи, но от этой идеи пришлось отказаться. В итоге клип представляет собой живое выступление коллектива в помещении с протекающей крышей и взрывающимися осветительными приборами.

## Список композиций

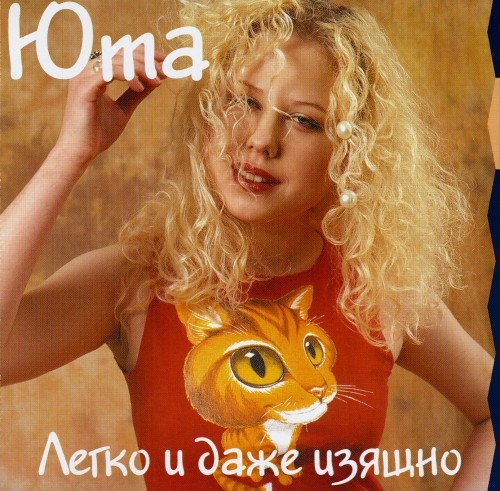
Обложка переиздания альбома, 2004

В 2004 году альбом был переиздан студией грамзаписи «Никитин». В данное издание были включены два бонусных трека «Солнце моё» и «Холод и лёд». Также была изменена обложка альбома.
Все тексты и музыка написаны Ютой, если не указано иное
| №                   | Название                                                                                       | Длительность |
| ------------------- | ---------------------------------------------------------------------------------------------- | ------------ |
| 1.                  | «Мел»                                                                                          | 4:48         |
| 2.                  | «От большого ума» (текст и музыка — Янка Дягилева)                                             | 4:15         |
| 3.                  | «Авария» (текст — Аркадий Славоросов, музыка — Гаго Асланян)                                   | 3:48         |
| 4.                  | «Похмельная» (текст — Аркадий Славоросов, Александр Семёнов, музыка — Александр Семёнов)       | 5:00         |
| 5.                  | «Чёрные стаи»                                                                                  | 3:23         |
| 6.                  | «Мальчик, ты чей?» (текст — Аркадий Славоросов, Александр Семёнов, музыка — Александр Семёнов) | 4:03         |
| 7.                  | «Колыбельная» (текст и музыка — Ольга Лебедева)                                                | 4:22         |
| 8.                  | «Одна»                                                                                         | 4:44         |
| 9.                  | «Легко и даже изящно» (текст и музыка — Сергей Володченко)                                     | 4:17         |
| 10.                 | «Мел» (Remix)                                                                                  | 6:28         |
| Общая длительность: | Общая длительность:                                                                            | 45:08        |

| №   | Название                                           | Длительность |
| --- | -------------------------------------------------- | ------------ |
| 11. | «Солнце моё» (текст и музыка — Сергей Тишин)       | 3:26         |
| 12. | «Холод и лёд» (текст и музыка — Александр Семёнов) | 4:37         |

## Участники записи
- Юта — вокал, аранжировка (дорожка 3)
- Игорь Жирнов — гитара
- Александр Семёнов — гитара
- Дмитрий Варшавчик (дорожка 3) — гитара
- Дмитрий Рогозин — бас-гитара
- Игорь Жирнов (дорожки 1, 2, 4-9), Святослав Куликов (дорожка 10) — аранжировка
- Запись и сведение — Игорь Иваненков (дорожки 2-9) и Александр Кузьмичев (дорожка 1)